# 花井瑛绘
花井瑛绘（日语：／ Hanai Akie，1999年11月22日—），日本女子摔跤运动员。她曾代表日本参加挪威奥斯陆举行的2021年世界摔跤锦标赛，获得女子自由式59公斤级银牌。